# Wstrn
Wstrn (Disemvoweling von „Western“, oft auch WSTRN geschrieben) ist eine englische Rap- und R&B-Band aus London. 

## Bandgeschichte
Vor ihrem Zusammenschluss waren die drei Mitglieder von Wstrn schon als eigenständige Musiker aktiv: Akelle Charles als Rapper, sein Cousin Haile als Sänger und Songwriter und ihr gemeinsamer Freund Louis Rei ebenfalls als Rapper. In einer gemeinsamen Session entstand der Song In2, den sie zuerst unter Kombination ihrer Einzelnamen veröffentlichten. Als sich abzeichnete, dass das Lied ein Hit werden könnte und sie von Atlantic Records unter Vertrag genommen wurden, gaben sie sich in Anspielung auf ihre gemeinsame Herkunft im Westen Londons den Namen Wstrn. Im Herbst veröffentlichten sie In2 mit Video im Internet und ab November als Download. Bei SoundCloud kam es auf knapp 3 Millionen Aufrufe, der Remix mit Wretch 32, Chip & Geko wurde bei YouTube fast 5 Millionen Mal gesehen und in den britischen Charts stieg das Lied bis auf Platz 4.
Am Jahresende kamen Wstrn bei der BBC-Umfrage Sound of 2016 zu den vielversprechendsten Newcomern des Folgejahres auf Platz 5.

## Mitglieder
- Akelle Charles (* 18. April 1991 in London[4])
  - stammt aus einer musikalischen Familie und trat mit ihr als Zwölfjähriger schon englandweit auf; Bruder Sirach Charles, Künstlername Angel, war ab 2012 schon in den Charts erfolgreich gewesen[5]
- Haile
- Louis Rei

## Diskografie
Lieder
- 2015: In2
- 2015: Best Friend (feat. Youngs Teflon)
- 2015: Got Love
- 2016: Come Down
- 2016: A-List
- 2017: Ben’ Ova (UK: Silber)
- 2017: Txtin’ (feat. Alkaline, UK: Silber)
- 2018: Sharna
- 2018: Vice Versa (One Acen feat. Wstrn, UK: Silber)